# Jendrik Sigwart
Jendrik Sigwart, bättre känd under mononymen Jendrik, född 27 augusti 1994 i Hamburg, är en tysk sångare och musikalartist som representerade sitt land i Eurovision Song Contest 2021 i Rotterdam med låten "I Don't Feel Hate".